# Берёзовка (река, Сахалин)
Березовка — река на острове Сахалин. Протекает по территории Поронайского городского округа Сахалинской области. Длина реки — 24 км. Площадь водосборного бассейна — 75 км².
Начинается на склоне горы Комсомольской, течёт в общем северо-восточном направлении по гористой местности, поросшей пихтово-берёзовым лесом. Впадает в Охотское море между горами Герань и Сигнальная.

## Данные водного реестра
По данным государственного водного реестра России относится к Амурскому бассейновому округу.
Код объекта в государственном водном реестре — 20050000212118300002931.